# Vlorë (distrito)
Vlorë (em albanês:  Rrethi i Vlorës) é um dos 36 distritos da Albânia localizado no sudoeste do país, na prefeitura de Vlorë. Sua capital é a cidade de Vlorë. Outras localidades de destaque são Himarë e Orikum.
Sua população inclui etnias não albanesas, especialmente gregos.
Vlorë é o ponto da Albânia mais próximo da península italiana. Sua costa é considerada muito bela (veja foto na ligação externa).